# Álvaro González (Fußballspieler, 1984)
Álvaro González, vollständiger Name Álvaro Rafael González Luengo, (* 29. Oktober 1984 in Montevideo) ist ein uruguayisch-italienischer ehemaliger Fußballspieler.

## Karriere

### Verein
González begann mit dem Fußballspielen im sogenannten baby fútbol beim Club Aviación Lezica. Dort wurde er zweimal Meister der Liga La Teja-Capurro. Von dort wechselte er 1995 zur Jugendmannschaft von Defensor. Dort wurde er mit demselben Spielerjahrgang Meister der 5., 4. und 3. División. 2003 debütierte er in der Primera División. Mit der Mannschaft gewann "Tata" (auf dt.: ~"Opa") González sodann die Liguilla 2006. Bis 2007 absolvierte er 108 Partien der uruguayischen Turnierwettbewerbe für Defensor und erzielte sieben Tore. Überdies kam er in 14 Spielen der kontinentalen Vereinswettbewerbe zum Zuge. 2007 wechselte er nach Argentinien zu den Boca Juniors. Er debütierte am 1. Spieltag dem 10. Februar 2008 beim 1:1 gegen CA Rosario. In dieser Saison zog er mit den Boca Juniors in das Finale der FIFA-Klub-Weltmeisterschaft ein. Das Finale wurde mit 2:4 gegen den AC Mailand verloren. In dieser Saison wurde er mit den Boca Juniors auch Meister und gewann auch den Recopa Sudamericana. 2009 wechselte González zurück in seine Heimat, zu Nacional Montevideo. Nach nur einem Jahr wechselte er zur Saison 2010/11 in die Serie A zu Lazio Rom. Für Lazio debütierte er am 18. September 2010, dem 3. Spieltag beim 2:1-Erfolg über den AC Florenz. Auf europäischer Ebene debütierte González in der UEFA Europa League, der Saison 2011/12 beim 2:2 gegen den FC Vaslui in der Gruppenphase. Nachdem er bei Lazio zunächst eher Ergänzungsspieler war und in seiner ersten Spielzeit für die Römer in seinen 19 Erstligapartien lediglich achtmal in der Startelf stand, entwickelte er sich in den Folgejahren zum Stammspieler. 2011/12 kam er auf 31 Serie-A-Einsätze (ein Tor) und sieben Europa-League-Spiele (kein Tor). In der Saison 2012/13, in der González 34 Serie-A-Einsätze (ein Tor) und elf gespielte Europa-League-Partien inkl. Qualifikation (ein Tor) vorweisen kann, gewann González mit Lazio nach einem 1:0-Sieg über den AS Rom die Coppa Italia. In der Spielzeit 2013/14 kam er 25-mal in der Liga zum Zuge (ein Tor). Zudem sind vier absolvierte Partien der Europa League für ihn verzeichnet. Während der Saison 2014/15 wurde er einschließlich seines letzten Spiels für Lazio am 21. Dezember 2014 viermal (kein Tor) in der Serie A eingesetzt. Anfang Februar 2015 wurde er an den Ligakonkurrenten FC Turin mit Kaufoption ausgeliehen. Bis zum Saisonende lief er in vier Erstligaspielen (kein Tor) für den FC Turin auf, der die Saison als Neunter der Tabelle abschloss. Im August 2015 wechselte er für ein Jahr auf Leihbasis zur von Gustavo Matosas trainierten Mannschaft des mexikanischen Klub Atlas Guadalajara. Dort absolvierte er 16 Erstligaspiele (kein Tor) und drei Pokalspiele (kein Tor). Mitte 2016 endete die Ausleihe. Im Mai gab der Klub bekannt, dass er nicht weiter beschäftigt und man die Kaufoption nicht ziehen werde. Anschließend war seine Situation zunächst ungeklärt. Bei Lazio fand er keine Berücksichtigung mehr für die Saison 2016/17. Aufgrund einer Verletztenmisere wurde er jedoch offenbar im Oktober 2016 in den Kader zurückbeordert. Zum Einsatz kam er bei den Italienern aber nicht mehr. Anfang Februar 2017 schloss er sich erneut Nacional Montevideo an. Bei den Hauptstädtern spielte er keine große Rolle und wurde oft nur als Einwechselspieler gebracht. Somit schloss er sich 2019 dem Ligakonkurrenten Defensor Sporting Club an. Hier hatte er einen Stammplatz und spielte 2019 fast jedes Spiel in der Primera División. 2022 ging er zum Ligakonkurrenten La Luz FC.

### Nationalmannschaft
González debütierte am 24. Mai 2006 beim 2:0-Sieg im Freundschaftsspiel gegen Rumänien unter Trainer Óscar Tabárez in der uruguayischen A-Nationalmannschaft, als er in der 72. Spielminute für Diego Pérez eingewechselt wurde. Mit Uruguay gewann er 2011 die Copa América. 2013 gehörte González zum Kader für den Konföderationen-Pokal. Bei der Weltmeisterschaft 2014 in Brasilien und bei der Copa América 2015 in Chile gehörte er erneut dem Aufgebot Uruguays an.
Insgesamt absolvierte er einschließlich seines bislang letzten Einsatzes am 12. November 2015 60 Länderspiele und erzielte drei Länderspieltore.

## Erfolge
- Copa América: 2011
- Vierter Platz beim FIFA-Konföderationen-Pokal 2013[12]
- Argentinischer Meister: 2008
- Recopa Sudamericana: 2008
- Italienischer Pokalsieger: 2012/13
- FIFA-Klub-Weltmeisterschaft: Finalist 2007